# DCANP1
DCANP1 (англ. Dendritic cell associated nuclear protein) – білок, який кодується однойменним геном, розташованим у людей на 5-й хромосомі. Довжина поліпептидного ланцюга білка становить 244 амінокислот, а молекулярна маса — 26 704.
| 10         |  | 20         |  | 30         |  | 40         |  | 50         |
| ---------- |  | ---------- |  | ---------- |  | ---------- |  | ---------- |
| MHYGAATHIQ |  | NSRSHGLETV |  | PGHQRLERGA |  | GGETPEFPGC |  | HSPAPPENFG |
| NELLPLSAPL |  | QGLSEGLYPP |  | GRNKTLPAGV |  | LREGAVQFLH |  | RGLCNSNLSS |
| EASARPSGTQ |  | DELHSSRRKT |  | GQTRREGARK |  | HLVCSFRLYP |  | FTVHTVSPGN |
| SHLALYQVFK |  | AVKLCPSETS |  | FFLSRKSLKS |  | SDPWHPPSLS |  | PNSWNRQAGF |
| RAWSSHLISL |  | SLTCSDSQSR |  | RVSSSQQPPL |  | HSLSSHRRAA |  | HVPE       |

A: Аланін

C: Цистеїн

D: Аспарагінова кислота

E: Глутамінова кислота

F: Фенілаланін

G: Гліцин

H: Гістидин

I: Ізолейцин

K: Лізин

L: Лейцин

M: Метіонін

N: Аспарагін

P: Пролін

Q: Глутамін

R: Аргінін

S: Серин

T: Треонін

V: Валін

W: Триптофан

Кодований геном білок за функцією належить до активаторів. 
Задіяний у таких біологічних процесах, як транскрипція, регуляція транскрипції. 
Білок має сайт для зв'язування з ДНК. 
Локалізований у цитоплазмі, ядрі.